# Аматьорска футболна лига
Аматьорската футболна лига е българска футболна организация. Основната ѝ дейност е да администрира аматьорските първенства по футбол - В група, областните групи, „Купа на Аматьорската футболна лига“, Армейско първенство, Студентско първенство и Женското първенство.